# Les Damnés de l'or brun
Les Damnés de l'or brun est une série de bande dessinée française scénarisée par la doublette Alcante / Fabien Rodhain et dessinée par Francis  Vallès. Elle a pour toile de fond les grandes exploitations de cacaoyers, la fabrique et la commercialisation du chocolat. Cette saga historique et familiale dévoile tout un pan méconnu de la culture du chocolat et son lien étroit avec l’esclavage. L’or brun, c’est ainsi que la graine du cacaotier était baptisée lors de sa découverte au Brésil par les colons européens.

## Synopsis
Brésil, 1822, au moment où ce pays lutte pour son indépendance vis-à-vis du Portugal. Sur ce territoire encore sous domination portugaise, les plantations prospèrent et les notables se pressent au port de Salvador pour trouver des esclaves aptes au travail. Un riche exploitant de cacao en fin de vie voit ses deux fils se disputer la succession. Pour assurer la production, Tiago et Louis ont recours à l’esclavagisme mais ont des visions assez différentes de cette pratique.
Les deux frères ne vont s’épargner aucun coup bas dans leur lutte fratricide. En parallèle, la jeune esclave amazonienne Maira, que Louis ramène du marché aux esclaves, va subir les pires abus de son maître et tenter de gagner sa liberté avec Tiago.

## Personnages
- Dom Louis : l’héritier, a un coup de foudre pour Maira, une belle esclave, à Salvador, dont il compte profiter alors qu'il était venu acheter, avec son frère, de jeunes hommes robustes. Louis doit hériter du domaine mais le Brésil est prêt à faire sécession avec le Portugal.
- Tiago : son frère cadet, espère se marier avec Julia, la fille d’une autre famille de colons. La rivalité est grandissante avec son frère, il devient le favori de son père. Il est alors dénoncé comme traître par son frère Louis et quitte le Brésil et se réfugie sur l'ile de São Tomé.
- Maïra : jeune esclave amazonienne. Exténuée par le travail dans les champs, elle est vite à bout de force. Seule échappatoire, intégrer le domaine comme servante. Elle s'enfuit ensuite avec Tiago.
- Sofia : fille de Tiago et Maira, la jeune femme rêve de rompre avec cette pratique honteuse et ancestrale qu'est l’esclavage.

## Albums
- 1. Salvador, 1822, Glénat, France, 4 mai 2022
Scénario : Alcante et Fabien Rodhain - Dessin : Francis  Vallès - Couleurs : Christian Favrelle - (ISBN 978-2-344-04176-5)
- 2. Sao Tomé, 1850, Glénat, France, 10 janvier 2024
Scénario : Alcante et Fabien Rodhain - Dessin : Francis  Vallès - Couleurs : Christian Favrelle - (ISBN 978-2-344-04568-8)
- 3. Paris, 1878, Glénat, France, 28 mai 2025
Scénario : Alcante et Fabien Rodhain - Dessin : Francis  Vallès - Couleurs : Christian Favrelle - (ISBN 978-2-344-05613-4)

## Auteurs
Alcante est scénariste belge de bande dessinée. Il a cosigné avec son « père spirituel » Jean Van Hamme (XIII, Largo Winch et Les Maitres de l’Orge) la série Rani déjà illustrée par Francis Vallès. Il a également co-scénarisé avec Laurent-Frédéric Bollée  La Bombe qui narre la mise au point de la première bombe atomique aux États-Unis. Puis, s'associant avec Steven Dupré, il signe le scénario d'une adaptation en bande dessinée des Piliers de la Terre de Ken Follett, le roman historique qui a rendu célèbre son auteur dans le monde entier.
Fabien Rodhain, acteur engagé pour la Transition Ecologique et Humaine, auteur de romans et de pièces de théâtre, signe son entrée dans l’univers de la BD avec le scénario de la saga Les Seigneurs de la Terre, dessinée par Luca Malisan et dont le premier tome paraît en 2016. Il s'associe ensuite avec Alcante et Francis Vallès pour la présente saga historique. Et en 2024, il cosigne le scénario de Whisky San toujours avec Alcante.
Francis Vallès, après avoir effectué des études d'histoire et de géographie, devient dessinateur de bande dessinée. Comparse de Jean Van Hamme dans Les Maîtres de l'orge, il a également illustré les séries Dorian Dombre et Rani.

## Analyse
Les Damnés de l'or brun est une grande saga familiale mêlant lutte contre l’esclavage, soif de conquêtes industrielles et intrigues amoureuses. Le scénario est construit autour d'une riche intrigue et au rebondissement final surprenant; c’est toute l’histoire de la culture du cacao en Afrique, mais aussi de l’industrie du chocolat, laquelle connaît un essor grandissant en Europe, qu'évoque cette série en 3 tomes.
Le scénariste, Fabrice Rodhain, souligne en interview, que « le chocolat concentre plusieurs problématiques : écologique (car facteur de déforestation), économique et sociale (car travail des enfants, faible rémunération voire exploitation des premiers acteurs de la chaîne) et même sanitaire (car utilisation de produits chimiques polluants par les planteurs.) ». Il mentionne également avoir été « passionné par ce moment précis de l'histoire où, en 1822 (à la suite de la révolution brésilienne), la fève de cacao sort pour la première fois d'Amérique du Sud pour commencer à être cultivée à São Tomé, au large de l'Afrique. »

## Accueil critique
Le site ethiquable.coop, entreprise coopérative citoyenne et solidaire, indique que ce récit engagé « dénonce, à travers une saga familiale qui débute en 1822 au Brésil, l’esclavagisme et la naissance des grandes industries qui se sont enrichies en exploitant les populations. ».
Le site bédéphile BDzoom évoque « un achat indispensable pour les lecteurs qui recherchent le souffle de la grande aventure. »
Un autre site bédéphile Actua BD souligne qu'« à l’heure où les pays occidentaux prennent de plus en plus conscience de leur lourd passé colonial, ces auteurs, en nous proposant ce thème sur la culture de la fève de cacao, nous décrivent sa triste réalité. ». Le site ajoute que « tous les ingrédients pour réaliser une saga à succès sont réunis : un casting de beaux acteurs de papier (de jeunes gens élégants, jeunes femmes exotiques...), des intrigues, des riches, des pauvres ayant chacun leurs soucis, de l’action. Le tout ayant pour toile de fond un thème historique aux implications actuelles. »
Sur BDfugue, la série est présentée comme « sans nul doute, la meilleure saga familiale depuis Les Maitres de l'Orge (2014). »

L'association, À fond la science, composée de bibliothécaires et de scientifiques, mentionne des « illustrations dans la ligne claire apportent beaucoup de précisions sur le contexte social et politique, le mode de vie des grands propriétaires, la culture du chocolat par les esclaves. »
Pour SambaBD, la série est une « grande, belle et impitoyable fresque qui nous fera sans doute goûter le chocolat d’une autre manière. »,
Le blog Ligne Claire de Jean-Laurent Truc est moins enthousiaste et évoque un « album pour le moins classique » et un « scénario assez convenu. »